# Plinta
Flavio Plinta (latino: Flavius Plinta; fl. 418-438) è stato un politico e generale bizantino.

## Biografia
Era un goto, imparentato con Ardaburio Aspare (CIL XI, 2637), forse suo suocero, e padre di Armanzio. Plinta era un ariano della setta dei Psatiriani (i seguaci di Marino di Tracia), che a Costantinopoli, nel 419, si ricongiunsero agli altri ariani.
Nel 418, in qualità di comes, represse una rivolta in Palestina; fu forse in considerazione di questo successo che l'anno successivo, nel 419, fu nominato console e magister militum praesentialis.
Plinta aveva grande influenza a corte. Nel 431 cercò, inutilmente, di far insediare Saturnino sul trono episcopale di Marcianopoli al posto del nestoriano Doroteo. Nel 432 consigliò al vescovo di Antiochia Giovanni di accettare la mediazione dell'imperatore Teodosio II e riconciliarsi con il patriarca di Alessandria Cirillo. Tra il 435 e il 440 chiese all'imperatore di essere inviato, assieme a Flavio Dionisio, presso il re degli Unni Rua, come ambasciatore; sopravvenuta la morte di Rua, Plinta ed Epigene furono mandati presso il suo successore Attila, col quale stipularono la pace di Horreum Margi.